# Maszyna staje
Maszyna staje (ang. The Machine Stops) – brytyjskie opowiadanie fantastyczno-naukowe napisane przez E.M. Forstera. Po raz pierwszy zostało opublikowane w The Oxford and Cambridge Review w listopadzie 1909, a następnie pojawiło się w zbiorze Forster's The Eternal Moment and Other Stories w 1928. 
Zostało uznane za jedno z najlepszych opowiadań napisanych do 1965 i tym samym trafiło do antologii Modern Short Stories. W 1973 zostało opublikowane ponownie w The Science Fiction Hall of Fame, Volume Two. Jego akcja osadzona jest w świecie, w którym ludzkość żyje pod ziemią, a gigantyczna maszyna zaspokaja ich potrzeby. Tekst przewiduje technologie podobne do Internetu. Tekst porusza również temat anonimowości jednostki w tłumie. 
Polskie tłumaczenie Hanny Kobus ukazało się w 2. t. antologii Droga do science fiction.